# Patrícia Morais
Patrícia Isabel Sousa Barros Morais (* 17. Juni 1992 in Lissabon) ist eine portugiesische Fußballtorhüterin. Die Torfrau steht derzeit bei Sporting Braga unter Vertrag und spielte 2011 erstmals für die portugiesische Nationalmannschaft, deren Rekordtorhüterin sie ist.

## Karriere

### Vereine
Patrícia Morais begann ihre Karriere bei SU 1º Dezembro. Später spielte sie für GDC A-dos-Francos, ehe sie 2014 zum französischen Verein FF Yzeure Allier Auvergne wechselte. Nach einer Saison wechselte sie zu ASPTT Albi. Im Jahr 2016 kehrte sie nach Portugal zurück und spielte zunächst für Sporting Lissabon. 2018 verlängerte sie dort ihren Vertrag bis 2021. 2021 wechselte sie dann zusammen mit ihrer Teamkollegin Carolina Mendes zu Sporting Braga.

### Nationalmannschaft
Morais spielte zunächst für die portugiesische U-19-Mannschaft und debütierte am 28. September 2008 bei einem Spiel gegen die Färöer im Rahmen der Qualifikation zur U-19-Fußball-Europameisterschaft der Frauen 2009. Für die Nationalmannschaft spielte sie erstmals am 25. August 2011, als Portugal gegen die Türkei antrat. Bei der Fußball-Europameisterschaft der Frauen 2017 stand sie in allen drei Gruppenspielen im portugiesischen Tor. Hingegen kam sie bei der Fußball-Europameisterschaft der Frauen 2022 nur in einem Spiel zum Einsatz.
Am 24. Juni 2025 wurde sie für die EM-Endrunde 2025 nominiert. Sie stand im zweiten und dritten Gruppenspiel ihrer Mannschaft im Tor und bestritt am 11. Juni bei der 1:2-Niederlage gegen Belgien als erste portugiesische Torhüterin ihr 100. Länderspiel. Durch die Niederlage schieden die Portugiesinnen aus.